# Alena Igorevna Zavarzina
Alena Igorevna Zavarzina (đôi khi được viết là Aljona Igorewna Sawarsina) (tiếng Nga: Алёна Игоревна Заварзина; sinh ngày 27 tháng 5 năm 1989), là nữ vận động viên trượt ván trên tuyết (snowboarding) của Nga. Cô đã kết hôn với Vic Wild, người Nga gốc Mỹ, cũng là vận động viên trượt ván trên tuyết của Nga.
Zavarzina tranh tài cho Nga tại Thế vận hội Mùa đông 2010 ở hạng mục trượt ván slalom song song (Parallel giant slalom), đạt được hạng 17. Sau đó, Zavarzina giành huy chương vàng tại giải vô địch thế giới FIS Snowboarding 2011 tại khu trượt tuyết La Molina ở Pyrenees Tây Ban Nha thuộc tỉnh Girona. Năm 2009, cô đã thắng Cúp trượt ván thế giới ở Telluride, Colorado. Cô cũng đã giành được huy chương đồng hạng mục trượt ván slalom song song tại Thế vận hội Mùa đông 2014 ở Sochi, Nga.